# Illusztrált Világ
Az Illusztrált Világ havonta megjelenő képes folyóirat volt Kolozsváron, 1926-ban.

## Története
Főszerkesztője Domokos-Haraga Balázs volt. Rövid, aktuális és főleg szenzációs riportokat közölt gazdag képanyaggal. Állandó rovatai: „Bűnügyi krónika”, „Okkultizmus”, „Gyermekvilág”. A 4. számtól kezdve címe Érdekes Újság lett, főszerkesztője Ferenczy György. A lap jellege ugyanaz maradt, kevesebb képpel, viszont minden számban egy-egy elbeszélést jelentettek meg Csermely Gyula, Ferenczy György tollából eredeti közlésben, Herczeg Ferenc, Krúdy Gyula, Erdős Renée, Szenes Béla tollából másodközlésben. A lap a 11. számmal megszűnt.